# Левит, Юрий Александрович
Ю́рий Алекса́ндрович Леви́т (16 декабря 1937, Свердловск — 28 января 2005, Нижний Тагил, Свердловская область) — российский военный лётчик-испытатель, начальник Лётно-испытательной базы НТИИМ (базируется на аэродроме Салка), заслуженный лётчик-испытатель Российской Федерации, подполковник.

## Биография

### Ранние годы
Юрий Левит родился 16 декабря 1937 года в г. Свердловске. В 1953 году поступил в Свердловский аэроклуб, летал на планерах А-1 и А-2 и самолёте ПО-2. В 1959 году окончил Ейское высшее военное авиационное училище морской авиации. После окончания училища служил в строевых частях ВВС, летал на самолётах МиГ-15, Су-7Б.

### Лётно-испытательная работа
В 1964 году начал лётно-испытательную работу на 225-м научно-исследовательском полигоне ВВС, где летал на самолётах Як-28, Су-7, МиГ-21, Ту-16, Ту-104, Ту-124, Ту-22, Су-17, Су-24 и др.
C 1977 года работал на лётно-испытательной базе Нижнетагильского института испытания металлов лётчиком-испытателем, заместителем начальника лётной части.
С 1992 года — лётчик-испытатель, начальник лётно-испытательной базы, а с 1998 года — начальник лётно-испытательной базы, заместитель генерального директора НТИИМ по лётной части.
За более чем 50-летнюю лётную деятельность освоил и испытал более 80 типов и модификаций летательных аппаратов, летая на сверхзвуковых истребителях, бомбардировщиках, транспортных самолётах и вертолётах, ни разу не покинул и не повредил ни одно воздушное судно. Участвовал во всех показательных полётах на международных выставках вооружений и боеприпасов в Нижнем Тагиле, где пилотировал самолёты Су-25, МиГ-29 с выполнением фигур высшего пилотажа на предельно допустимых перегрузках.

### Смерть

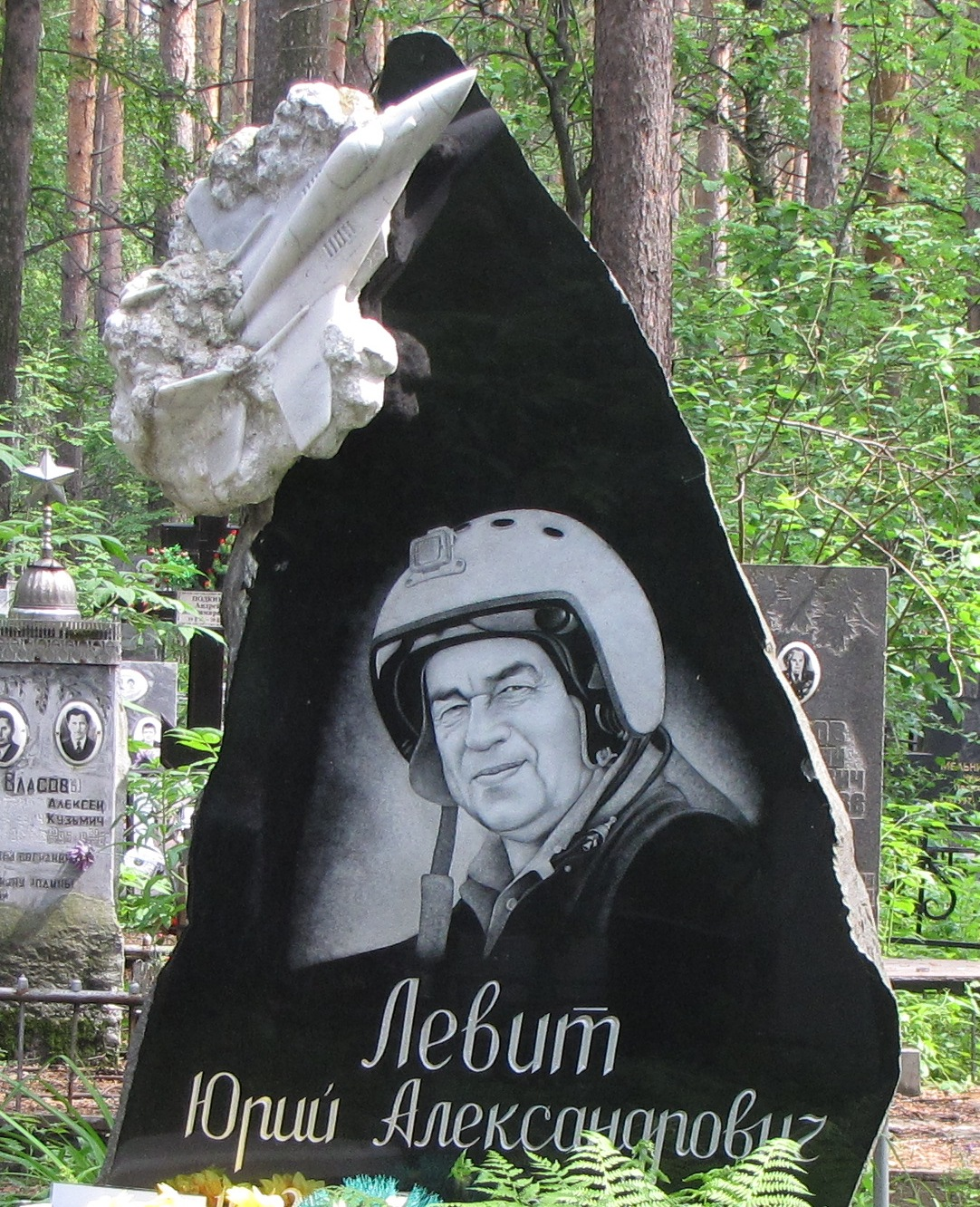
Памятник на могиле Юрия Александровича Левита на Широкореченском кладбище Екатеринбурга

Юрий Левит жил в Нижнем Тагиле, 28 января 2005 года он скоропостижно скончался от сердечного приступа. Похоронен на Широкореченском кладбище Екатеринбурга (участок 4).

## Награды и звания
- Орден Дружбы (2000), медали[3]
- Заслуженный лётчик-испытатель Российской Федерации (1998)[3]
- Почётный гражданин Свердловской области (1999)[4]

## Память
- В 2005 году Полтавская улица в микрорайоне Старатель города Нижний Тагил переименована в улицу Левита[5][6]
- Лётно-испытательной базе НТИИМ правительством Свердловской области присвоено имя Ю. А. Левита[7]